# Leukemie
Leukemie (nebo také leukémie, řecky leukos λευκός, „bílý“ a haima αίμα, „krev“, odtud i starší český termín bělokrevnost), zastarale též hemoblastózy, představují nádorová onemocnění, která vycházejí z krvetvorné tkáně a z lymfatických uzlin. Hlavní rozdíl oproti lymfomům je ten, že leukemie postihují celý organismus a nádorovými buňkami jsou větší či menší měrou prostoupeny všechny orgány. Leukemie jsou nejčastějším nádorovým onemocněním dětského věku. V průměru se vyskytuje 13 nových případů na 100 000 obyvatel za rok.

## Historie leukemie
Leukemii rozpoznali jako zvláštní samostatnou chorobu v roce 1845 nezávisle na sobě dva vědci, John Hughes Bennet a Rudolf Virchow. V roce 1847 použil Virchow názvu „leukemie“ a Bennet v roce 1851 nazval onemocnění „leukocytemií“. Je ale nepravděpodobné, že by se nemoc poprvé objevila až v r. 1845. Existují starší zprávy o lidech s nemocí, která měla podobné příznaky, jaké byly později popsány u pacientů s leukemií.

## Rozdělení leukemií
Leukemie se dělí na akutní (rychle probíhající, jsou neschopné vývoje v plnohodnotnou buňku, mají blok a ztrátu diferenciace) a chronické (pomalu probíhající, mohou diferencovat v dospělé buňky, ale je u nich postižena apoptóza – přirozeně neumírají). Podle krvetvorných buněk, ve kterých došlo ke zvratu v nádor, rozlišujeme leukemie z lymfocytů a leukemie z myelocytů a jejich podtypů.

### Akutní leukemie

#### Akutní lymfoblastická leukemie (ALL)
Akutní lymfoblastická leukemie je nádorové onemocnění vycházející z těch buněk kostní dřeně nebo periferní lymfatické tkáně, ze kterých vznikají lymfocyty. Podle FAB se morfologicky dělily lymfoblastové leukemie na tři typy:
- L1 – malé nádorové buňky
- L2 – malé i velké nádorové buňky
- L3 – velké nádorové buňky

Protože dělení FAB nebylo příliš přínosné pro prognózu ani terapii, používá se dnes klasifikace lymfoblastových leukémií dle WHO. Z praktického hlediska není velký rozdíl mezi lymfoblastovými leukemiemi a lymfoblastickými lymfomy, klasifikují se společně podle toho, jaké znaky nesou
- B lymfoblastické leukemie/lymfomy – nesou znaky prekurzorů B lymfocytů, jsou častější
- T lymfoblastické leukemie/lymfomy – nesou znaky prekurzorů T lymfocytů, jsou vzácnější

podrobnější klasifikace je v článku Lymfom

#### Akutní myeloidní leukemie (AML)
Akutní myeloidní leukemie je nádorové onemocnění vycházející z těch buněk kostní dřeně, ze kterých se vyvíjejí granulocyty, monocyty, erytrocyty nebo krevní destičky. Typické je zastavení vyzrávání na úrovni blastů. Proto hlavním projevem AML bude nedostatek těchto buněk a selhání jejich funkce. Nemocný tak bude náchylný k infekcím a ke krvácení. Podrobnější klasifikace se provádí buď ve starším systému FAB, nebo nověji dle WHO.
Klasifikace podle FAB je tříděna podle vyzrávání – u M0 ani nelze určit, zda jde o prekurzory lymfocytů nebo myelocytů. Nejčastější je M2, M4 a M1:
- M0 – akutní myeloblastická leukemie minimálně diferencovaná
- M1 – akutní myeloblastická leukemie bez vyzrávání
- M2 – akutní myeloblastická leukemie s vyzráváním
- M3 – akutní promyelocytární leukemie
- M4 – akutní monomyelocytární leukemie
- M5a – akutní monoblastická leukemie
- M5b – akutní monocytární leukemie
- M6a – erytroleukemie
- M6b – čistě erytroidní leukemie
- M7 – akutní megakaryoblastová leukemie

### Chronické leukemie

#### Myelodysplastický syndrom (MDS)
Myelodysplastický syndrom postižení kmenové buňky kostní dřeně projevující se poruchou krvetvorby. Dochází tak ke změnám v krevním obraze, charakterizovaným zejména úbytkem krevních elementů a popř. i přítomností atypických buněk. MDS není vlastně sám o sobě leukemií, často však přechází v akutní myeloidní leukemii. Podle tíže a zejména podle laboratorního nálezu se MDS dělí na následující choroby (FAB):
- Refrakterní anémie (RA) – pozn. – refrakterní znamená nereagující na terapii, zde myšlena terapie železem
- Refrakterní anémie s prstenčitými sideroblasty (RARS)
- Refrakterní anémie s nadbytkem blastů (RAEB)
- Refrakterní anémie s nadbytkem blastů v transformaci (RAEB-t)
- Chronická myelomonocytární leukemie (CMoL)

#### Chronická myeloproliferativní onemocnění
Chronická myeloproliferativní onemocnění jsou chronicky (=pomalu a plíživě) probíhající nádorová onemocnění, která vycházejí z buněk kostní dřeně dávajích vzniknout všem krevním buňkám s výjimkou lymfocytů.
- Polycythaemia vera (PV) – zmnožení červených krvinek
- Chronická myeloidní leukémie (CML)
- Esenciální trombocytémie (ET) – zmnožení krevních destiček
- Chronická myelofibróza (CMF) – kostní dřeň prorůstá vazivem, povšechný útlum krvetvorby
- Chronická neutrofilní leukemie (CNL) – zmnožení neutrofilů v krvi, velmi vzácné
- Chronická eozinofilní leukemie (CEL) – zmnožení eozinofilů v krvi, projevuje se hypereozinofilním syndromem

#### Chronická lymfatická leukemie (CLL)
Z praktického hlediska není velký rozdíl mezi lymfatickými leukemiemi a lymfoblastickými lymfomy, podrobnější klasifikace viz článek Lymfom.
Podle základních skupinových znaků můžeme rozdělit chronické lymfatické leukemie/lymfomy na:
- B lymfatické leukemie/lymfomy – nesou znaky B lymfocytů, jsou častější
- T lymfatické leukemie/lymfomy – nesou znaky T lymfocytů, jsou vzácnější

## Diagnostika
Moderní diagnostika leukemií se zakládá na kombinaci genomického a proteomického přístupu při použití standardních cílených (PCR) i nových technologií next-gen sekvenování nebo DNA mikročipů a plošné detekce proteinů na základě prútokové cytometrie (příkladem je evropská iniciativa EuroFlow) nebo proteinových mikročipů, založených na vazebných reagenciích. Tyto analýzy jsou v klinické praxi kombinované se standardní cytologickou, histologickou a morfologickou diagnostikou.

## Terapie
Základní terapeutickou modalitou je chemoterapie a transplantace krvetvorných kmenových buněk, jejichž zdrojem může být buď kostní dřeň, periferní krev nebo pupečníková krev. U některých chronických leukemií je pro pacienta nejvýhodnější dlouhodobé sledování a terapie jen v případě komplikací nebo vzplanutí akutního onemocnění. Radioterapie jako léčebná modalita nemá širší použití, v některých případech se používá jako prevence mozkových metastáz. Moderními trendy výzkumu v terapii leukemií jsou biologická terapie a genová terapie.

## Rizikové faktory
- věk nad 50 let[zdroj⁠?!]
- kouření – především vinou benzenu, který je známý karcinogen[4]
- radioaktivita[4]
- vystavení pesticidům[5]

## Známé osobnosti, které podlehly leukemii
- Andrej Hryc[6]
- Karel Gott[7]
- Miloslav Šimek[8]
- Jeňýk Pacák
- Marie Curie-Skłodowská
- Edd Gould
- Ladislav Pohrobek[9]
- Carlo Acutis

## Centra léčby a výzkumu
Jedním z významných českých center léčby leukemie je Ústav hematologie a krevní transfuze (ÚHKT) v Praze, kde nejen pacienty léčí, také provozují vlastní transfuzní stanici a získávají zdravou krev od dárců krve, a provádějí i výzkum.